# Eve Southern
Eve Southern (nacida como Elva L. McDowell; 23 de agosto de 1900 - 	29 de noviembre de 1972) fue una actriz estadounidense. Apareció en 38 películas entre 1916 y 1936. En 1930, Rolf Armstrong describió a Southern como una de las "mujeres mas bellas" en la industria cinematográfica.

## Primeros años
Southern estudio música en Fort Worth, empezando a trabajar con un rango vocal de 3 octavas, "uno de los tonos más bajos, junto con el do alto".  Sin embargo, Southern estaba interesada en la actuación.

## Carrera
Southern se mudó a Hollywood y empezó a trabajar en la actuación cuando tenía 13 años, sin embargo, varias de sus escenas fueron eliminadas con edición.
Southern apareció en películas a finales de la década de 1910 y principios de la década de 1920, En junio de 1929, Southern sufrió un accidente automovilístico que la dejó con heridas graves. En julio de ese mismo año había afirmado que estaba "enyesada desde hace varias semanas". En 1932, Southern se rompió la espalda, después de haberse recuperado, trabajó en varias películas antes de su retiro.

## Muerte
Southern murió en Santa Mónica, California, el 29 de noviembre de 1972, después de haber tenido complicaciones con la Enfermedad de Parkinson. Está enterrada en el Cementerio Valhalla Memorial Park, ubicado en North Hollywood, California.

## Filmografía
- Intolerance (1916)
- Conscience (1917)
- Broadway Love (1918)
- Greater Than Love (1921)
- After the Show (1921)
- The Rage of Paris (1921)
- The Golden Gallows (1922)
- Nice People (1922)
- Souls for Sale (1923)
- Trimmed in Scarlet (1923)
- The Chorus Lady (1924)
- The Dangerous Blonde (1924)
- Morals for Men (1925)
- A Woman of the Sea (1926)
- With Love and Hisses (1927)
- Wild Geese (1927)
- The Gaucho (1927)
- Clothes Make the Woman (1928)
- The Naughty Duchess (1928)
- Stormy Waters (1928)
- The Haunted House (1928)
- Whispering Winds (1929)
- Morocco (1930)
- Lilies of the Field (1930)
- Fighting Caravans (1931)
- Law of the Sea (1932)
- The Ghost Walks (1934)
- Stage Frights (1935)
- The King Steps Out (1936)

## Lectura
- Michael G. Ankerich (2010). «Dangerous Curves atop Hollywood Heels: The Lives, Careers, and Misfortunes of 14 Hard-Luck Girls of the Silent Screen». BearManor. ISBN 978-1-59393-605-1.

## Obras
- Wilson, Scott (2016). «Resting Places: The Burial Sites of More Than 14,000 Famous Persons». McFarland (Third edición) (Jefferson, North Carolina). ISBN 978-1-476-62599-7.